# Reach for the stars
Reach for the stars to pierwszy obraz (plakat) wygenerowany komputerowo na orbicie okołoziemskiej na pokładzie rosyjskiego statku kosmicznego podczas misji Sojuz TM-34.

## Idea
Pomysł wygenerowania obrazu w przestrzeni kosmicznej zrodził się w korespondencji elektronicznej pomiędzy Markiem Shuttleworthem a Chrisem Casonem. Shuttleworth, entuzjasta ray tracingu, po nabyciu albumów CD-ROM z pracami artystów nagrodzonych w konkursie Internet Ray Tracing Competition poznał kierującego tym projektem Casona. W trakcie rozmów pomiędzy nimi Chris Cason zaproponował by nadzorowany przez niego POV-Ray stał się pierwszym programem do raytracingu który pracował na orbicie. Propozycja związana była z faktem przeznaczenia zebranych przez Marka Shuttlewortha środków na kosmiczną podróż. Przygotowaniem plakatu zajęli się Gilles Tran i Jaime Vives Piqueres, dwaj graficy komputerowi wielokrotnie nagradzani w konkursie IRTC.

## Przygotowania
Podczas gdy Mark Shuttleworth odbywał ćwiczenia obaj graficy, Tran i Piqueres przystąpili do projektowania plakatu z uwzględnieniem ograniczeń technologicznych narzuconych w przestrzeni kosmicznej. W tej fazie przygotowań nieznane były jeszcze parametry techniczne komputera na jakim plakat będzie generowany. Niezależnie jednak od parametrów przygotowywany projekt musiał z jednej strony być atrakcyjny wizualnie w związku z projektami promocyjnymi jakie z nim wiązano, z drugiej strony musiał być bardzo prosty by obraz mógł zostać w całości wygenerowany na orbicie (ok. 35-40 godzin obliczeń komputera). W tym celu Chris Cason przygotował też specjalnie zmodyfikowaną wersję programu POV-Ray uwzględniającą uruchamianie na procesorach podlegających znikomej grawitacji. Zazwyczaj grafiki komputerowe obu artystów, Trana i Piqueres wykonywane były wówczas na ich komputerach z prędkością 10-20 punktów na sekundę. Obliczono, że na orbicie plakat powinien być generowany z prędkością 300-400 punktów na sekundę. Wykluczało to użycie zaawansowanych technik współczesnego ray tracingu i sprowadzało konstrukcję sceny do modelowania CSG (ang. constructive solid geometry).

## Projekty
W pierwszej fazie projektowania skupiono się na projekcie przedstawiającym postać spoglądającą na niebo i siedzącą na stosie różnych sprzętów. Koncepcja ta jednak wymagała dużych mocy obliczeniowych w związku z dużym stopniem szczegółowości i ilością obiektów w scenie. Z początkiem roku 2002 opracowano nową wersję projektu przedstawiającą postać chłopca siedzącego na kuli ziemskiej który wpatruje się w gwiazdy a za nim ciągnie się "ślad" jego dzieciństwa w postaci zabawek i sprzętów.
W obrazie zawarto odniesienia do Republiki Południowej Afryki, skąd wywodził się symbolizowany przez postać na plakacie Mark Shuttleworth: odzież dziecka odzwierciedlała południowoafrykańską kolorystykę, unoszące się w powietrzu banknoty wzorowane były na walucie tego kraju a światła na kuli ziemskiej odpowiadały położeniu południowoafrykańskich miast. Ponadto w obrazie znalazły się odniesienia do historii grafiki trójwymiarowej: czajnik z Utah czy obiekty związane z programem POV-Ray, który został później użyty na orbicie do wygenerowania plakatu.
Po konsultacjach z Chrisem Casonem zmodyfikowano postać dziecka tak by wyciągniętą ręką sięgała gwiazd i ostatecznie 12 kwietnia 2002 przesłano Shuttleworthowi przebywającemu już w Rosji 80 MB plików oraz oprogramowanie.

## Na orbicie
Niezależnie od pracy grafików Mark Shuttleworth przygotowywał sprzęt jaki zostanie użyty do wygenerowania obrazu. W związku z brakiem certyfikowanych przez Rosjan komputerów Pentium-166MHz IBM Thinkpad, zdecydowano się na wykorzystanie sprzętu potrzebnego Shuttleworthowi do certyfikacji nowego modelu komputera przenośnego w ramach misji Sojuz TM-34. Ostatecznie Shuttleworth zabrał dwa laptopy IBM A22p wyposażone w procesor Pentium III 1Ghz i 256MB pamięci RAM. Po osiągnięciu orbity Shuttleworth rozpoczął instalację oprogramowania i wykonał pierwsze testowe przebiegi programu POV-Ray, który jako proces o wysokich wymagania pamięciowych jako pierwszy wykazałby ewentualne zniszczenia powstałe na skutek startu i wpływu promieniowania jonizacji.
2 maja Chris Cason otrzymał list elektroniczny od zespołu Marka Shuttlewortha informujący o pomyślnym wygenerowaniu obrazu. Shuttleworth wykonał obraz kilkukrotnie. Zgodnie z wcześniejszym pomysłem Casona Mark zmodyfikował projekt umieszczając na znajdującym się na plakacie monitorze swoje własne zdjęcie wykonane aparatem cyfrowym. Zdjęcie przedstawia Shuttlewortha poddawanego badaniom w ramach misji i pokazuje że był on nie tylko kosmicznym turystą, ale również uczestniczył w realizowaniu celów misji kosmicznej.
Po lądowaniu 5 maja Mark Shuttleworth rozpoczął cykl wykładów, pokazów i wywiadów podsumowujących jego lot natomiast wykorzystany przez niego sprzęt trafił na serię badań w rosyjskich i amerykańskich laboratoriach. Ostatecznie 9 stycznia 2003 pliki zostały przekazane na serwery POV-Raya. Plakat został przekazany do serwisów specjalizujących się w wydrukach wielkoformatowych w celu przygotowania usługi wydruku a zyski z jego sprzedaży w różnych formatach posłużyły do finansowania funkcjonowania społeczności skupionej wokół programu POV-Ray. Mark Shuttleworth podsumował swój projekt słowami które dobrze ilustrują zawartość obrazu:

Wszyscy ludzie mają marzenia, które wydają się poza zasięgiem. Ale świat jest dziwnym miejscem, a ja wierzę, że ludzie, którzy dążą do swoich marzeń, częściej zmieniają je w rzeczywistość, jeżeli chcą ciężko pracować, wędrując krok po kroku we właściwym kierunku, i jeżeli chcą zaryzykować, kiedy nadarza się okazja.